# ClipGrab
ClipGrab es un software multiplataforma gestor de descargas desarrollado con el propósito de descargar videos de sitios web populares como YouTube, Vimeo, Dailymotion, Metacafe o Facebook. También ofrece la posibilidad de convertir los archivos descargados a otros formatos de archivo como MP3, MPEG4, OGG Theora o WMV. Es publicado como software libre bajo los términos de la versión 3 de la Licencia Pública General de GNU.

## Características
ClipGrab soporta oficialmente la descarga de videos de una serie de sitios web de alojamiento de videos, entre los que se incluyen YouTube, Dailymotion, Vimeo y Facebook. Además el software provee una heurística mediante la cual también puede descargar videos de sitios no soportados oficialmente. Cuando es posible, ClipGrab ofrece diferentes opciones de caliddad para un video. Así el usuario puede escoger entre descargar una versión en alta, estándar o baja definición del video.
ClipGrab puede detectar automáticamente URIs compatibles cuando ellas son copiadas al portapapeles. El programa también ofrece una función de búsqueda integrada para YouTube.
Ha sido elogiada especialmente por su interfaz limpia y fácil de utilizar. El sitio de software softoxi.com dice que "[ClipGrab] tiene una interfaz gráfica bellamente diseñada" y que "sobresale inmediatamente por su apariencia, diseño y rendimiento"

## Desarrollo
ClipGrab fue originalmente desarrollada en lenguaje de programación propietario PureBasic, y sólo podía descargar un video a la vez. Posteriormente, el software fue reescrito utilizando C++ y Qt para ser publicada bajo los términos de la GPL  v3. Desde la versión 3.0, el programa está también disponible para Mac OS X.

## OpenCandy
El instalador para Windows de ClipGrab utiliza OpenCandy, un módulo software publicitario.

## Críticas
El instalador de ClipGrab para Windows incluye installCore, un módulo de software publicitario clasificado como programa potencialmente no deseado (PUP) o aplicación potencialmente no deseada (PUA) por algunos productos antimalware. Debido al uso de installCore, ClipGrab se ha descrito como "cargado con crapware". Los informes de virus en el foro de ClipGrab no han recibido respuesta del desarrollador. Los artículos sobre ClipGrab de 2018 en adelante son más críticos y clasifican el software como malware, en lugar de como un producto de consumo útil, como en las revisiones de 2011 a 2015. 
También se ofrece una descarga alternativa sin InstallCore.